# さそり座ニュー星
さそり座ν星（英語: Nu Scorpii）は、地球から見てさそり座の方向に約500光年離れた位置にある、4等級の恒星である。

## 特徴
さそり座ν星は、7つの恒星から成る七重連星系である。現時点で発見されている七重連星系は、他にはカシオペヤ座AR星しかない。最も明るい恒星Aaは、太陽の約6倍の質量と、2900倍の光度を持つB型主系列星である。Aaから0.865ミリ秒離れた位置にある、6.9等級の伴星AbはAaの周りを軌道離心率0.11のやや潰れた円形軌道を5.552日で公転している。Aa-Ab系から0.063秒離れた位置に、伴星Acがあり、8.324年でAa-Ab系を公転している。さらに、Aから1.305秒（175 au）離れた位置にある、5.40等級の恒星Bは、太陽の3.91倍の質量を持ち、A系を674.670年かけて公転しているとされている。
このA-B系から41.1秒（5500 au）離れた位置には、恒星C、Da、Dbから成る三重連星系があり、A-B系と区別して、「HR 6026」という名称としても知られる。Cは6.9等級のB型巨星で、Daも7.39等のB型巨星である。Dbに関しては、質量も視等級も分かっていない。Da-Db系はCから2.4秒離れている。
さそり座ν星は、「さそり座上部アソシエーション」の中に存在しており、周辺に存在する恒星と共に、星雲IC 4592を明るく照らしている。

## 名称
さそり座ν星は、固有名としてジャバハー（Jabbah）という名を持つ。2017年6月30日に、国際天文学連合の恒星の固有名に関するワーキンググループは、Jabbahを、さそり座ν星Aaの固有名として正式に承認した。